# Sorcerer (album de Tangerine Dream)
Cet article concerne l'album de Tangerine Dream. Pour l'album de Miles Davis, voir Sorcerer.
Pour les articles homonymes, voir Sorcerer.
Albums de Tangerine Dream
Stratosfear
(1976) Encore
(1977)
Sorcerer est un album du groupe Tangerine Dream sorti en 1977. Il s'agit de la bande originale du film Sorcerer du réalisateur William Friedkin.

## Titres
Toute la musique est composée par Tangerine Dream.
| 1.    | Main Title                | 5:28 |
| 2.    | Search                    | 2:54 |
| 3.    | The Call                  | 1:57 |
| 4.    | Creation                  | 5:00 |
| 5.    | Vengeance                 | 5:32 |
| 6.    | The Journey               | 2:00 |
| 7.    | Grind                     | 3:01 |
| 8.    | Rain Forest               | 2:30 |
| 9.    | Abyss                     | 7:04 |
| 10.   | The Mountain Road         | 1:53 |
| 11.   | Impression of Sorcerer    | 2:55 |
| 12.   | Betrayal (Sorcerer Theme) | 3:38 |
| 43:52 |                           |      |

## Musiciens
- Edgar Froese – Guitares Fender Stratocaster et Gibson Les Paul, Mellotron Mark V, Piano Steinway, Synthétiseur Oberheim Polyphonique, synthétiseur de cordes ARP Omni, Synthétiseur Moog modifié.
- Christopher Franke – Synthétiseur modulaire Moog, Séquenceur, Mellotron, synthétiseur ARP Pro Soloist, synthétiseur de cordes Elka, Oberheim, séquenceur.
- Peter Baumann – Synthé modulaire, Séquenceur, Fender Rhodes Piano acoustique, synthétiseur ARP Pro Soloist, Mellotron.